# Vuelo 965 de American Airlines
El vuelo 965 de American Airlines era un vuelo regular desde el Aeropuerto Internacional de Miami en Miami, Florida, hasta el Aeropuerto Internacional Alfonso Bonilla Aragón en Cali, Colombia. El 20 de diciembre de 1995, el Boeing 757-200 que volaba esta ruta (matrícula N651AA) se estrelló contra una montaña en Buga, Colombia, alrededor de las 9:40 p. m., matando a 151 de los 155 pasajeros y a los ocho miembros de la tripulación.
Ha sido el peor accidente aéreo registrado en Colombia superando el vuelo 410 de Avianca estrellado en 1988.
El accidente fue el primer accidente de un 757 propiedad de Estados Unidos y actualmente es el accidente de aviación más mortal ocurrido en Colombia. También fue el accidente más mortal que involucró a un Boeing 757 en ese momento,pero fue superado por el vuelo 301 de Birgenair que se estrelló siete semanas después con 189 muertes.El vuelo 965 fue el desastre aéreo más mortal que involucró a un avión estadounidense desde el bombardeo del vuelo 103 de Pan Am en 1988.
Fue el desastre aéreo más grave de 1995, superando el accidente del Lockheed L-188 de Trans Service Airlift.
La Unidad Administrativa Especial de Aeronáutica Civil de Colombia investigó el accidente y determinó que fue causado por errores de navegación de la tripulación de vuelo.

## Aeronave
El avión accidentado fue un Boeing 757-223 de 4 años y 4 meses de antigüedad, matriculado N651AA. Su primer vuelo era el 12 de agosto de 1989 y era el Boeing 757 número 390 construido. Estaba propulsado por dos motores Rolls-Royce RB211.

## Tripulación
La tripulación de la cabina estaba formada por el capitán Nicholas Tafuri (57) y el primer oficial Donald "Don" Williams (39).Ambos pilotos eran considerados aviadores altamente cualificados. El capitán Tafuri contaba con más de 13.000 horas de vuelo (incluidas 2.260 horas en el Boeing 757/767), y el primer oficial Williams contaba con casi 6.000 horas, 2.286 de ellas en el Boeing 757/767.
El capitán Tafuri había volado con la Fuerza Aérea de los Estados Unidos de 1963 a 1969 y sirvió en la guerra de Vietnam, y se unió a American Airlines en 1969. El primer oficial Williams había volado con la Fuerza Aérea de los Estados Unidos de 1979 a 1986, y se unió a American Airlines en 1986.

## Historia del vuelo
En ese momento, el vuelo 965 transportaba principalmente personas que regresaban a Colombia para las vacaciones de Navidad, vacacionistas y gente de negocios.Una tormenta invernal en el Nordeste de Estados Unidos provocó que la aerolínea retrasara la salida del avión durante 30 minutos para permitir que los pasajeros en conexión abordaran el vuelo, y la congestión estacional provocó más retrasos.El avión se apartó de la puerta D33 de Miami a las 5:14 PM y luego rodó hasta la pista 27R, y el vuelo 965 despegó a las 6:35 p. m. EST (23:35 UTC), con casi dos horas de retraso.Algunos de los pasajeros perdieron el avión debido a conexiones fallidas.

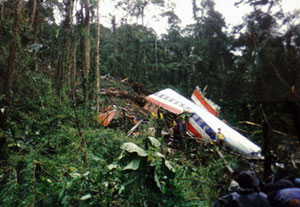
Parte del fuselaje en el sitio del accidente.

Los controladores aéreos de Cali no tenían un radar funcional para monitorear el 757, ya que había sido explotado en 1992 por el grupo terrorista FARC.La aproximación de Cali utiliza varias radiobalizas para guiar a los pilotos por las montañas y cañones que rodean la ciudad. La computadora de navegación del sistema de gestión de vuelo (FMS) del avión ya tenía estas radiobalizas programadas y, en teoría, debería haber indicado a los pilotos exactamente dónde virar, ascender y descender, desde Miami hasta la terminal de Cali.
Como el viento estaba en calma, los controladores de Cali preguntaron a los pilotos si querían volar una aproximación directa sin precisión a la pista 19 en lugar de dar la vuelta para una aproximación ILS de precisión a la pista 01. Los pilotos aceptaron la aproximación directa, con la esperanza de recuperar algo de tiempo. Luego, los pilotos borraron por error todos los puntos de referencia de aproximación programados del plan de vuelo en el FMS de la aeronave. Cuando el controlador pidió a los pilotos que informaran que pasaban sobre el VOR de Tulua (identificado como "ULQ") al norte de Cali, ya no estaba programado en el plan de vuelo del FMS, por lo que tuvieron que encontrar el identificador del VOR "ULQ" en su carta de aproximación. Mientras tanto, extendieron los frenos aerodinámicos de la aeronave para reducir la velocidad y acelerar su descenso.
Para cuando los pilotos seleccionaron el identificador VOR de Tulua "ULQ" en el plan de vuelo del FMS, ya lo habían sobrepasado. Los pilotos intentaron entonces seleccionar el siguiente punto de referencia de aproximación, Rozo, en el FMS. Sin embargo, la baliza no direccional (NDB) de Rozo se identificó como "R" en su carta de aproximación, pero no en el FMS. En su lugar, la base de datos del FMS utilizó una convención de nomenclatura diferente e identificó el NDB de Rozo como "ROZO". Colombia también había duplicado el identificador "R" para el NDB de Romeo cerca de Bogotá, a 150 millas náuticas (170 millas; 280 km) de Cali, lo cual no está en línea con el estándar de la OACI vigente desde 1978 de solo duplicar identificadores si están separados por más de 600 millas náuticas (690 millas; 1100 km). Al seleccionar "R" de la lista de puntos de referencia, el capitán hizo que el piloto automático comenzara a volar un curso a Bogotá, lo que provocó que el avión girara hacia el este en un amplio semicírculo. Los pilotos intentaron entonces corregirlo volviendo al sur. Para cuando se detectó el error, la aeronave se encontraba en un valle que corría aproximadamente de norte a sur, paralelo al que deberían haber estado. Los pilotos habían puesto la aeronave en rumbo de colisión con una montaña de 3.000 metros (9.800 pies).El controlador aéreo, Nelson Rivera Ramírez, consideró que algunas de las peticiones de los pilotos no tenían sentido, pero no sabía suficiente inglés no aeronáutico para transmitirlo.

## Accidente
Doce segundos antes de que el avión impactara contra la montaña, llamada El Diluvio, se activó el sistema de advertencia de proximidad al suelo (GPWS), anunciando una colisión inminente con el terreno y emitiendo una alarma. Un segundo después de esta advertencia, el copiloto desactivó el piloto automático y el capitán intentó ascender para alejarse de la montaña. Dos segundos después de la advertencia, se seleccionó la potencia de despegue y, al segundo siguiente, se incrementó el cabeceo a 20,6° hacia arriba, lo que provocó la activación del vibrador de la palanca de mando.Este vibrador vibra mecánicamente la palanca de mando para advertir a la tripulación de una entrada en pérdida aerodinámica inminente. 

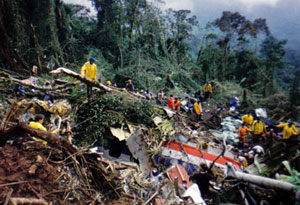
Los rescatistas junto a restos del avión en el lugar del desastre

Cuando se seleccionó la potencia de despegue, ninguno de los pilotos había recordado desactivar los frenos de velocidad desplegados previamente, que estaban completamente extendidos y redujeron significativamente la velocidad de ascenso. A las 9:41:28 p. m. EST, el avión chocó contra árboles a unos 2720 metros (8920 pies) sobre el nivel medio del mar en el lado este de la montaña de 2700 metros de altura (9000 pies). El último registro en el registrador de datos de vuelo indicó que el avión volaba a 187 nudos (346 km/h; 215 mph) y con una actitud de cabeceo de casi 28.º El accidente fue a 9,7 km (6,0 mi; 5,2 nmi) al sur del VOR de Tulua y a 28 km (17 mi; 15 nmi) al norte del extremo de aproximación de la pista 19 en el Aeropuerto Internacional Alfonso Bonilla Aragón. Inicialmente, el avión logró sobrepasar la cumbre, pero golpeó los árboles con la cola y se estrelló poco después de alcanzar la cumbre.
Cinco pasajeros, todos sentados a dos filas de distancia entre sí, sobrevivieron al impacto inicial, pero uno murió dos días después a causa de sus heridas.Además de los cuatro sobrevivientes humanos,un perro, que estaba en un transportín en la bodega de carga en el momento del accidente, sobrevivió al accidente.
El accidente se presentó a 46 km del Aeropuerto Internacional A. B. A de Cali (CLO), los municipios más cercanos era Buga a 24 km del accidente, Tuluá a 28 km, Sevilla a 51 km, Zarzal a 62 km.

## Investigación e informe final
El accidente fue investigado por la Unidad Administrativa Especial de Aeronáutica Civil de la República de Colombia,con la asistencia de la Junta Nacional de Seguridad en el Transporte de los Estados Unidos (NTSB), así como otras partes, incluida la Administración Federal de Aviación (FAA) de los Estados Unidos, la Asociación de Pilotos Aliados (APA), American Airlines, Boeing Commercial Airplanes Group y Rolls-Royce Engines.
Las investigaciones revelaron que ni el simulador de base fija de Boeing ni el simulador del sistema de gestión de vuelo pudieron ser revertidos con los datos obtenidos directamente del registrador de datos de vuelo (FDR) del avión accidentado. Debido a que los simuladores de vuelo del 757 no pudieron ser revertidos durante las pruebas, no se pudo determinar con precisión si el avión habría evitado las copas de la montaña/árbol si los aerofrenos se hubieran retraído durante el intento de ascenso, pero el informe final indicó que si la tripulación de vuelo hubiera retraído los aerofrenos un segundo después de iniciar la maniobra de escape, el avión podría haber estado ascendiendo a través de una posición que estaba 46 m (150 pies) por encima del punto de impacto inicial. Debido a que el avión habría continuado ascendiendo y tenía el potencial de aumentar su velocidad de ascenso, bien podría haber sobrepasado los árboles en la cima de la montaña.
La Aeronáutica Civil preparó un informe final de su investigación en septiembre de 1996, que fue publicado a través de la NTSB de Estados Unidos.
En su informe, la Aeronáutica Civil determinó las siguientes causas probables del accidente:

1. La falta de planificación y ejecución adecuadas de la aproximación a la pista 19 en SKCL por parte de la tripulación de vuelo y el uso inadecuado de la automatización.
2. La falta de interrupción de la aproximación a Cali por parte de la tripulación de vuelo, a pesar de las numerosas señales que les advertían de la inconveniencia de continuarla.
3. La falta de conocimiento de la situación por parte de la tripulación de vuelo respecto a la navegación vertical, la proximidad al terreno y la ubicación relativa de las radioayudas críticas.
4. La falta de retorno de la tripulación a la radionavegación básica en el momento en que la navegación asistida por el sistema de gestión de vuelo se volvió confusa y exigió una carga de trabajo excesiva en una fase crítica del vuelo.

Además, la Aeronáutica Civil determinó que los siguientes factores contribuyeron al accidente:

1. Los continuos esfuerzos de la tripulación de vuelo para agilizar la aproximación y el aterrizaje y evitar posibles retrasos.
2. La ejecución por parte de la tripulación de vuelo de la maniobra de escape del sistema de advertencia de proximidad al suelo mientras los aerofrenos permanecían desplegados.
3. La lógica del FMS que eliminaba todos los puntos de referencia intermedios de la(s) pantalla(s) en caso de ejecutar una ruta directa.
4. La información de navegación generada por el FMS utilizaba una convención de nomenclatura diferente a la publicada en las cartas náuticas.

El informe de Aeronáutica Civil también incluyó una variedad de recomendaciones relacionadas con la seguridad a las partes involucradas (número de recomendaciones individuales entre paréntesis):
- FAA de EE. UU. (17)
- Organización de Aviación Civil Internacional (3)
- American Airlines (2)

Los investigadores luego etiquetaron el accidente como un evento en el que no se pudo sobrevivir, citando las fuerzas del impacto y la posterior destrucción de la aeronave.

## Consecuencias
Los recolectores de basura se llevaron los inversores de empuje del motor, la aviónica de la cabina y otros componentes del 757 accidentado, utilizando helicópteros militares y privados colombianos para ir y volver del lugar del accidente. Muchos de los componentes robados reaparecieron como piezas de aeronaves no homologadas en el mercado negro de los intermediarios de repuestos del Gran Miami.En respuesta, la aerolínea publicó una lista de 14 páginas con todas las piezas faltantes del avión accidentado. La lista incluía los números de serie de todas las piezas.
En 1997, el juez federal de distrito Stanley Marcus dictaminó que los pilotos habían cometido "mala conducta intencional"; el fallo se aplicó a American Airlines, que representaba a los pilotos muertos.La decisión del juez fue posteriormente revocada en junio de 1999 por el Tribunal de Apelaciones de los Estados Unidos en Atlanta, que también revocó el veredicto del jurado y declaró que el juez del caso se equivocó al emitir un fallo de culpabilidad sobre los pilotos, una función que debería haber estado reservada únicamente al jurado.
American Airlines llegó a un acuerdo en numerosas demandas interpuestas en su contra por las familias de las víctimas del accidente. American Airlines presentó una demanda de "queja de terceros" por contribución contra Jeppesen y Honeywell, que crearon la base de datos de la computadora de navegación y no incluyeron las coordenadas de Rozo bajo el identificador "R"; el caso fue a juicio en el Tribunal de Distrito de los Estados Unidos para el Distrito Sur de Florida en Miami. En el juicio, American Airlines admitió que tenía cierta responsabilidad legal por el accidente. Honeywell y Jeppesen sostuvieron cada uno que no tenían responsabilidad legal por el accidente. En junio de 2000, el jurado determinó que Jeppesen tenía un 30% de culpa por el accidente, Honeywell un 10% de culpa y American Airlines un 60% de culpa.
En 1996 se introdujo un sistema mejorado de advertencia de proximidad al suelo (EGPWS) que podría haber evitado el accidente.
Todas las aeronaves con motor de turbina registradas en Estados Unidos, capaces de transportar más de seis pasajeros y construidas desde 2002, deben contar con un sistema avanzado de advertencia de conocimiento del terreno.
A partir de julio de 2024, American Airlines continúa operando la ruta Miami-Cali, como el vuelo 919 de American Airlines y el vuelo 921 de American Airlines, ambos operados por aviones Boeing 737 MAX 8.

## Muertes notables
Paris Kanellakis, científico informático de la Universidad de Brown, murió con su esposa, Maria Teresa Otoya, y sus dos hijos, Alexandra y Stephanos, mientras se dirigían a una reunión de vacaciones anual con la familia de su esposa.
Benny Ramírez, agente de seguros, exluchador profesional y excampeón de peso pesado de Texas de la National Wrestling Alliance (NWA) y campeón internacional de parejas de la NWA, cuya carrera en la lucha libre se extendió de 1959 a 1983. Él, su esposa y su hijo menor viajaban en el avión. Ambos fallecieron en el accidente. Su hijo fue uno de los cuatro sobrevivientes.
El gobierno de Estados Unidos tuvo dificultades al intentar distinguir a los estadounidenses de los no estadounidenses, ya que muchos pasajeros tenían doble ciudadanía.

## Filmografía
El accidente fue presentado en la segunda temporada de la serie de documental canadiense Mayday: catástrofes aéreas titulado «Desorientados», transmitido por National Geographic Channel.
También aparece en la serie Catástrofes Aéreas América Latina, transmitido por Discovery Channel.
En octubre de 2023 fue estrenada la película “Rescate en el Valle” de producción colombiana, fue emitida en TV abierta nacional Caracol TV el día 20 de julio de 2025
Otra referencia del accidente sale en el programa "El ensayo" capítulo 1 de la segunda temporada (2025).